# Primula farreriana
Primula farreriana är en viveväxtart som beskrevs av Isaac Bayley Balfour. Primula farreriana ingår i släktet vivor, och familjen viveväxter. Inga underarter finns listade i Catalogue of Life.